# Proibito amare
Proibito amare è un film statunitense del 1993 diretto da Martha Coolidge.
Il film è un adattamento dell'opera teatrale "Lost in Yonkers", scritto nel 1991 dal drammaturgo Neil Simon.

## Trama
New York, 1942. 
Eddie, dopo essersi indebitato per pagare le spese mediche della moglie, rimane vedovo ed è costretto a lavorare come ambulante nel vicino paese Yonkers.
In seguito della morte della madre, anche i fratelli Jay e Arty Kurnitz (rispettivamente di anni 15 e 13) si trasferiscono dalla loro casa familiare nel quartiere newyorkese del Bronx a Yonkers. Qui andranno ad abitare presso la casa della nonna paterna, che si impone in modo austero sui due nipoti: tale comportamento di nonna Kurnitz è conseguente alla perdita prematura di due figli e del marito, nonché all'emancipazione dei figli in vita, fatta eccezione per zia Bella, poiché mentalmente lenta.
Successivamente papà Eddie, tornato dai suoi viaggi d'affari, ritira i suoi figli dalla madre e zia Bella trova in Johnny un fidato marito e poi si trasferisce in Florida.